# Antigas escritas itálicas
As antigas escritas itálicas formam um grupo de alfabetos extintos usadas na península Itálica na antiguidade clássica por várias línguas indo-europeias, principalmente itálicas, e também algumas não indo-europeias ( ex. língua etrusca e língua rética). Esses alfabetos se relacionam a antigas escritas da Anatólia e se derivam da escrita grega da Eubeia(de Cumas, usada no golfo de Nápoles por volta do século VIII a.C. De tais escritas derivaram-se o alfabeto latino e as runas (século II d.C).